# Hoya chinghungensis
Hoya chinghungensis là một loài thực vật có hoa trong họ La bố ma. Loài này được (Tsiang & P.T.Li) M.G.Gilbert, P.T.Li & W.D.Stevens mô tả khoa học đầu tiên năm 1995.